# Ophrygonius
Ophrygonius is een geslacht van kevers uit de familie van de Passalidae. De wetenschappelijke naam van het geslacht is voor het eerst geldig gepubliceerd in 1904 door Richard Zang.
Deze kevers komen voor in het Oriëntaals gebied (Maleisië, Singapore, Borneo, Java, de Filipijnen).

## Soorten
- Ophrygonius inaequalis Burmeister, 1847
- Ophrygonius planus Iwase, 1995

Een aantal soorten die oorspronkelijk tot Ophrygonius werden gerekend, zijn later bij het geslacht Basilianus ingedeeld.